# Blaine Sexton
Blaine Sexton   (Windsor, 3 de maig de 1891 - Londres, 29 d'abril de 1966) va ser un jugador d'hoquei sobre gel canadenc, que va competir sota bandera britànica durant el primer terç del segle xx.
Nascut a Nova Escòcia, durant la Primera Guerra Mundial va lluitar a França, al Front occidental, amb la Canadian Expeditionary Force. Després de la guerra va ajudar a estendre l'hoquei sobre gel no sols al Regne Unit, sinó per tot Europa. Conegut a Europa com B.N.Sexton, va ingressar al Saló de la Fama de l'Hoquei del Regne Unit en 1950.
El 1924 va prendre part en els Jocs Olímpics de Chamonix, on guanyà la medalla de bronze en la competició d'hoquei sobre gel. Aquest mateix any va fundar l'equip dels London Lions. Quatre anys més tard, als Jocs de Sankt Moritz, fou quart en la mateixa competició.